# 多田站 (兵庫縣)
多田站（日语：／ Tada eki */?）是位於兵庫縣川西市東多田，屬於能勢電鐵的妙見線車站，車站編號為NS06。

## 歷史
在路線開通至1960年代前，此站附近的妙見線路段途經國道173號的共用軌道區間，而此站建設路面旁邊。此站在引入轉向架車輛後增設交會設施，後來於1966年撤走。後來隨著國道遷移，使車站附近雙線化和轉為專用軌道。
- 1913年（大正2年）4月13日 - 車站啟用[1]。
- 1952年（昭和27年）6月8日 - 車站遷移現地[6]。
- 1966年（昭和41年）12月15日 - 月台延長至3卡編成[6]。
- 1968年（昭和43年）11月28日 - 新的上行月台開始使用[7]。
- 1969年（昭和44年）10月5日 - 隨著鐵路雙線化，車站也進行擴張[6]。
- 2010年（平成22年）12月21日 - 車站無障礙化工程竣工[8][9]。

## 車站構造

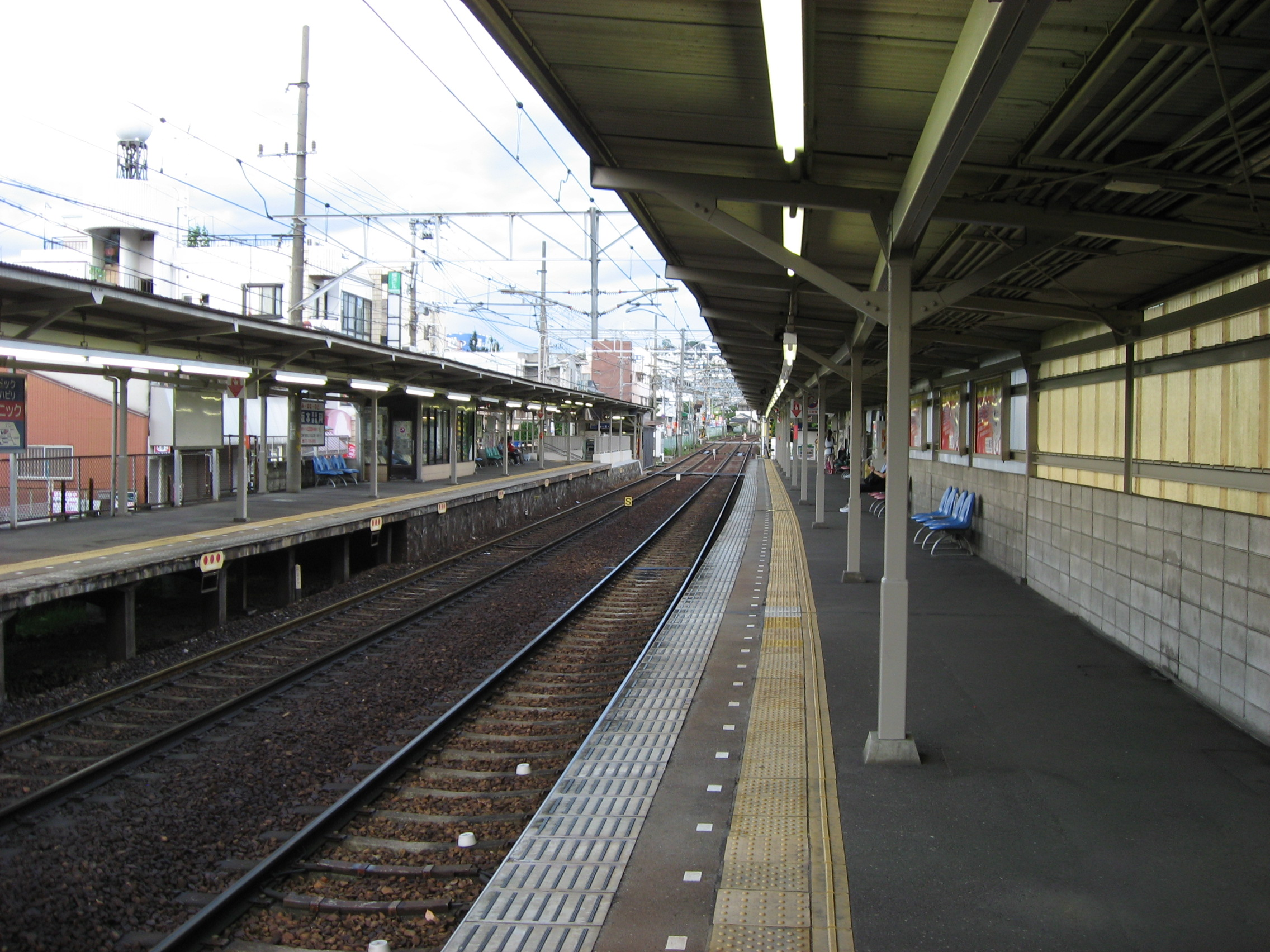
多田站月台

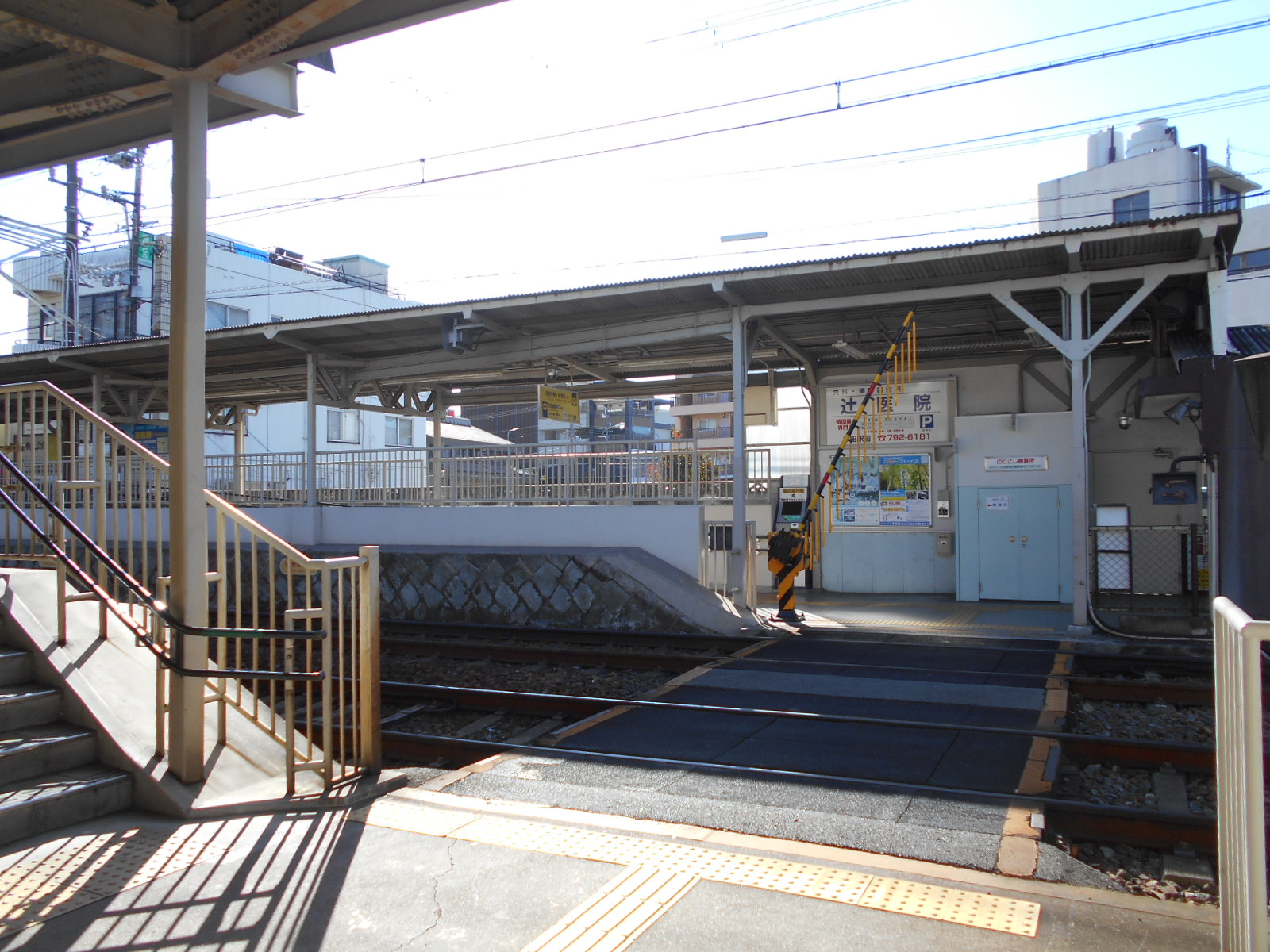
站內平交道

車站是一座地面車站，設有2面2線的相對式月台。
閘口位於平野方向月台北邊。兩月台靠邊北邊設有站內平交道連接。月台原本可容納6卡車廂，置斜道，月台被縮短。而停靠此站的月台只有4卡編成的列車。於2010年，隨著進行無障礙化工程，山下方向月台只可容納5卡編成的列車。可是停靠此站的月台只有4卡編成的列車。列車會停靠在靠近閘口的北邊。兩月台的中間設有候車室。
此站在妙見線中較多乘客使用，而此站的車站大樓已經使用一段長時間。在售票機旁設有自動販賣機。從前設有職員進行車站業務的時候，會兼任商店。廁所位於閘口與站內平交道附近位置。

### 月台
| 月台     | 路線   | 方向                       |
| -------- | ------ | -------------------------- |
| （西邊） | 妙見線 | 山下、妙見口、日生中央方向 |
| （東邊） | 妙見線 | 川西能勢口、寶塚、梅田方向 |

※此站沒有編定月台編號

## 車站周邊
- 泉屋（日语：イズミヤ）多田店
- AEON Town川西店
- 國道173號
- 兵庫縣道130號多田停車場多田院線（日语：兵庫県道130号多田停車場多田院線）
- 新田城蹟（日语：新田城）

以下場所距離車站1公里以上。
- 多田神社（日语：多田神社） - 清和源氏武士團發祥之地。
- 大發工業 多田工場

## 相鄰車站
能勢電鐵
 妙見線
■特急「日生特快」
通過
■普通
鼓瀧（NS05）－多田（NS06）－平野（NS07）

## 注腳
1. 1 2 3 4 5 6 7 8  . 神戸新聞総合出版センター. 2012-12-10: 146. ISBN 9784343006745 （日语）.
2. ↑  川西市 統計要覧 令和元年度版 5－4. 能勢電鉄市内各駅の1日の乗降客数 （页面存档备份，存于）（日語）
3. 1 2  《関西の鉄道》No. 51 2006年盛夏號〔阪急電鐵特集〕，2006年，33頁
4. ↑  能勢電鐵株式會社編　《能勢電鐵80年史》，1991年，130頁
5. ↑  《能勢電鐵80年史》，139頁
6. 1 2 3  能勢電氣軌道株式會社編　《風雪60年》 ，1970年，139頁。
7. ↑  《能勢電鐵80年史》，365頁。
8. ↑  川西市バリアフリー重点整備地区基本構想（第2期基本構想）概要版PDF
9. ↑  多田駅バリアフリー化工事が完成PDF（日語）

## 外部連結
- 多田站 （能勢電鐵） （页面存档备份，存于）（日語）